# Stickle Ridge
Stickle Ridge är en bergstopp i Antarktis. Den ligger i Västantarktis. Argentina, Chile och Storbritannien gör anspråk på området. Toppen på Stickle Ridge är 720 meter över havet, eller 264 meter över den omgivande terrängen. Bredden vid basen är 1,9 km.
Terrängen runt Stickle Ridge är huvudsakligen kuperad. Trakten är glest befolkad. Närmaste befolkade plats är Mendel Polar Station, 17,3 kilometer norr om Stickle Ridge. 